# Insel Verlag
Insel Verlag är ett tyskt bokförlag som sedan 1963 är en del av förlagsgruppen Suhrkamp Verlag. Sedan 2010 ligger huvudkontoret i Berlin.
Insel Verlag har två dotterbolag, Deutscher Klassiker Verlag och Verlag der Weltreligionen.

## Historia
Insel Verlag har en förhistoria i litteratur- och konsttidskriften Die Insel, som grundades 1899 i München av Alfred Walter Heymel, Rudolf Alexander Schröder och Otto Julius Bierbaum. Där publicerades månatligen nya modernistiska texter, men efter tre år lades tidskriften ner.
År 1901 grundade Alfred Walter Heymel bokförlaget Insel Verlag i Leipzig, där Rudolf von Poellnitz fick ledningen av företaget. Den övertogs 1906 av Anton Kippenberg. Förlaget blev bland annat berömt för sin serie skönlitterära verk med utförlig grafisk formgivning.
Under nazitiden begränsades verksamheten och under andra världskriget förstördes det under ett flyganfall, men efter krigsslutet återupptog Leipzigförlaget så småningom sin verksamhet i Östtyskland, och en västtysk förlagsdel grundades i Wiesbaden. Förlaget i Wiesbaden övertogs 1963 av Suhrkamp Verlag. Samarbetet mellan de två separata Insel-förlagen i öst och väst fortsatte att odlas, och 1991, strax efter Tysklands återförening, slogs de två ihop.